# Бармер – Палі
Бармер – Палі – газопровід на північному заході Індії у штаті Раджастхан.
У 2010 році на південному заході штату Раджастхан у окрузі Бармер почалась розробка газоконденсатного родовища Раагешварі, при цьому первісно видобутий газ використовували для обігріву нафтопроводу Бармер – Бхогат. Нарешті, у 2018 році ввели в дію газопровід, який надав змогу передавати блакитне паливо до системи Мехсана – Батінда (на той момент була готова лише її південна ланка Мехсана – Палі). Він виконаний в діаметрі 450 мм, має довжину 180 км та проялгає від установки підготовки Раагешварі до села Севталав у окрузі Палі.
Можливо також відзначити, що від траси газопроводу Бармер – Палі планується прокласти відгалуження довжиною 95 км та діаметром 450 мм, яке прямуватиме до нового нафтопереробного та нафтохімічного комплексу у Пачпадра, що потребуватиме до 2 млн м3 природного газу на добу.